# 温州医科大学仁济学院
温州医科大学仁濟學院，是位于浙江省温州市的一所民办本科独立学院。现由温州医科大学、温州医科大学资产经营有限公司联合举办。

## 历史
成立于1999年8月，是国家教育部和浙江省人民政府批准设立的，按新型办学模式和运行机制建立的全日制本科独立院校。学院现有医学、理学、工学、管理学、文学、法学6大学科门类24个本科专业。。